# Jean Molitor
|  | Dieser Artikel wurde auf der Qualitätssicherungsseite des Projekts Bildende Kunst eingetragen. Die Mitarbeiter der QS-Bildende Kunst arbeiten daran, die Qualität der Artikel aus dem Themengebiet Kunst auf ein besseres Niveau zu bringen. Bitte hilf mit, die Mängel dieses Artikels zu beheben und beteilige Dich an der Diskussion. |

Jean Molitor (* 23. August 1960 in Ost-Berlin) ist ein deutscher Fotograf und Künstler, der auch unter dem Pseudonym „Rit Lomo“ arbeitet.

## Leben
Jean Molitor absolvierte eine Fachausbildung zum Fotografen und Kameraassistenten sowie ein Studium der künstlerischen Fotografie an der Hochschule für Grafik und Buchkunst Leipzig bei Arno Fischer, das er 1993 abschloss. Seitdem ist Molitor als freier Fotograf international tätig. Er arbeitete vorrangig im Bereich der Reportage für Printmedien und Fernsehproduktionen.
Molitor ist Bildautor mehrerer Buchpublikationen und engagierte sich für zahlreiche internationale soziale Non-Profit-Projekte in der Ukraine, Kuba, Burundi, Niger, Kenia, Afghanistan, Mexiko und in Rumänien. Nach längeren Arbeitsaufenthalten in Südamerika und China arbeitet er seit 2004 auch unter dem  Pseudonym „Rit Lomo“. 2009 startete Molitor sein Kunstprojekt „bau1haus“ in Burundi.

## Stipendien
- 1995: Stiftung Kulturfonds, Berlin, Ost-Europa – Ein Kontinent im Aufbruch
- 2019: Goethe-Institut, Ankara, die Modern in der Türkei
- 2022: Thomas Mann Haus (Einladung zum Arbeits- und Studienaufenthalt in Residenz), Los Angeles, bau1haus - die Moderne in Kalifornien
- 2024: Bilkent-Universität, Ankara, Artist/Photographer in Residence[4][5]

## Ausstellungen (Auswahl)

### Einzelausstellungen
- 2009:  fragment d‘ un style. Galerie Bujumbura, Bujumbura[6]
- 2016: bau1haus – die Moderne in der Welt. Haus Schulenburg, Gera[7]
- 2017: bau1haus – die Moderne in der Welt. Landesvertretung Thüringen, Berlin[8]
- 2018: Circulo de Arte Toledo, Toledo, Viaje a la Deconstruccion by Rit Lomo[9]
- 2018: Architektur in Begegnung. KulturFabrik, Hoyerswerda[10]
- 2019: bau1haus–Eine fotografische Reise von Jean Molitor. Galerie Freundeskreis Willy-Brandt-Haus, Berlin[11]
- 2019: Die Moderne in der Welt. Goethe-Institut, Ankara[12]
- 2019: Bauhaus and Modernism in Berlin and Tel Aviv. Bauhaus Center Gallery, Tel Aviv[13]
- 2019: bau1haus – die Moderne in Chemnitz und der Welt. Staatliches Museum für Archäologie Chemnitz[14]
- 2019: bau1haus trifft Hans Scharoun. Staatsbibliothek Berlin, Berlin[15]
- 2020: Thilo Schoder – Schüler und Freund Henry van de Veldes. Museum Haus Schulenburg, Gera[16]
- 2021: Design and the Livable Anthropocene – Recap. University of Victoria, Victoria, Bauhaus[17]
- 2021: Die Moderne von Ankara bis Helsinki. Zentrum für zeitgenössische Kunst und Kultur, Ankara[18]
- 2021: Jüdische Architekten der Moderne. Jüdisches Museum Franken, Schwabach[19]
- 2021: Bauhaus Pur. Baudenkmal Bundesschule Bernau, Bernau bei Berlin[20]
- 2021: Asmaras Moderne – Architektur im Wandel der Zeit. Rosa-Luxemburg-Stiftung, Berlin[21]
- 2021: Eritrea und seine Moderne. Architekturmuseum der Technischen Universität Berlin[22]
- 2022: 9 Schichten – 9 Farben – 9 Zeiten. Botschaft der Bundesrepublik Deutschland und Goethe-Institut, Ankara[23]
- 2022: Bauhaus – Weltweit Jüdische Architekten. Jüdisches Kulturmuseum, Veitshöchheim[24]
- 2022: Gebaute Moderne. Museum Der Neue Geschichtsboden, Vatersdorf[25]
- 2022: Von Taut bis Henselmann – Berlins gebaute Moderne. Zenner Turm-Haus, Berlin[26]
- 2022: Bauhaus in Bayern und in aller Welt. Neue Kunsthalle, Pfaffenhofen[27]
- 2022: Die Moderne zu Gast in Bad Tölz. Stadtmuseum Bad Tölz[28]
- 2022: Jüdische Architekten der Moderne und ihr Wirken in der Welt. Museum Henry van de Velde-Haus Schulenburg, Gera[29]
- 2023: bauhaus hybrid. Universität FAU USP, São Paulo[30]
- 2024: Modernismo en Quito-Ecuador. Bau1haus Jean Molitor. Universidad Politécnica Salesania UPSArq.uio, Quito[31]
- 2024: Quito y la Bauhaus en el Mundo. Museo Archivo de Arquitectura del Ecuador (MAE)[32]
- 2024: Auf Augenhöhe – Afrika und seine Moderne. Galerie Freundeskreis Willy-Brandt-Haus, Berlin[33][34]
- 2024: Mapeando la Bauhau al otro Lado del Mundo. Centro Cultural Ecuatoriano Alemán - Humboldt-Gesellschaft/Goethe, Quito[35]
- 2024: Tanz der Massen. Pixel Grain showroom:photography, Berlin[36]
- 2024: Zwischen Weltkulturerbe und Abrissbirne–Ein Wettlauf gegen die Zeit. Pasinger Fabrik, München[37]
- 2025: l'exposition "Labyrinthe de la modernité". Foyer du Marin - Deutsche Seemannsmission, Douala[38]

### Gemeinschaftsausstellungen
- 2012: Cross Over. Galleri kbh kunst, Kopenhagen[39]
- 2013: LUST-Schutzraum. Kunst offen Mecklenburg-Vorpommern, Zurow[40]
- 2018: 2x2 Madrid-Berlin. eka&moor art Gallery, Madrid[41]
- 2021: Im Stillen. Stadtkirche Lutherstadt Wittenberg[42]
- 2022: Shared Heritage Africa. docomomo University of Lagos (UNILAG), Lagos[43]
- 2023: Das »Shared Heritage Africa« – Projekt. docomomo Werkbund Hessen, Frankfurt am Main[44]
- 2024: Tang – The Sound of Photo-Synthesis. St. Johanniskirche, Brandenburg an der Havel[45]

## Filme
- 1997: Oldtimer-Rallye – Von Paris nach Peking, WDR-Reportage[46]
- 1999: Einmal Dschungel bitte!, WDR-Reportage Traumziele[47]
- 2000: Die Kamele von Havanna, WDR-Magazinbeitrag[48]
- 2010: Steven Sogo – Mr. Policeman, Musikvideo, Regie: Jean Molitor[49][50]
- 2012: The Endless Journey, Genre Documentary, WOMEX[51]
- 2013: Alhousseini Anivolla: Imadanan Id'Madiakan, Musikvideo, Regie und Kamera: Jean Molitor[52]
- 2014: Bauhaus – eine fotografische Weltreise mit Jean Molitor[53]

## Veröffentlichungen
- Volkstheater Rostock Spielzeiten-Heft 2008[54]
- bau1haus – die moderne in der welt. Ausstellungskatalog. Hrsg.: Nadine Barth. Hatje Cantz Verlag, Berlin 2018, ISBN 978-3-7757-4468-3.
- Bauhaus – Eine fotografische Weltreise. Mit Kaija Voss (Text). be.bra Verlag 2018, ISBN 978-3-89809-152-7.
- bau2haus – neues zur moderne in der welt. Bildband. Hrsg.: Nadine Barth. Hatje Cantz Verlag, Berlin 2021, ISBN 978-3-7757-5052-3.
- Bauhaus in Bayern. Eine fotografische Reise durch die klassische Moderne. Mit Kaija Voss (Text). be.bra Verlag, 2021, ISBN 978-3-86124-750-0.
- Bauhaus in Berlin. Eine fotografische Reise durch die Klassische Moderne. Mit Kaija Voss (Text). be.bra Verlag, 2023, ISBN 978-3-8148-0278-7.
- Nikolai Blaumer, Benno Herz: Das Thomas Mann House. Politischer Denkort am Pazifik. Mit Fotografien von Jean Molitor. Wallstein Verlag, ISBN 978-3-8353-5531-6.
- Foto und Interview. In: Anna Beke Rainer Wenrich (Hrsg.): Erinnern und Bewahren (S.109-117). kopaed-Verlag, München 2023, ISBN 978-3-96848-121-0.
- Modernism in Africa: docomomo mit Fotografien von Jean Molitor, Birkhäuser-Verlag Basel 2024, ISBN 978-3-0356-2835-7